# نورا دان
نورا دان (به انگلیسی: Nora Dunn) (زاده ۲۹ آوریل ۱۹۵۲) بازیگر آمریکایی است. از فیلم‌هایی که او در آن بازی کرده است، می‌توان به قوانین جذابیت، زولندر، خارج از زمان، آخر خوشگل‌ها، پاین‌اپل اکسپرس، لرزش، تق تق و راک!، خط صورتی نازک، باهم باهم، خندیدن با صدای بلند، میامی بلوز، شما اهل کدام سیاره هستید؟، پروژه نهایی آرچی، گرامی داشتن و رفیق اشاره کرد.